# دينيس هيل
دينيس هيل (13 أبريل 1896 في المملكة المتحدة - 15 مايو 1971 في المملكة المتحدة) (بالإنجليزية: Denys Hill)‏ هو لاعب كريكت بريطاني (وحمل سابقاً جنسية المملكة المتحدة لبريطانيا العظمى وأيرلندا). لعب مع نادي مقاطعة ورسسترشاير للكريكيت ‏ ونادي مارليبون للكريكت ‏.

## وصلات خارجية
- دينيس هيل على موقع إي آس بي آن كريك إنفو (الإنجليزية)